# Qué ganas de no verte nunca más
«Qué ganas de no verte nunca más» es una canción del compositor Alejandro Vezzani escrita para la cantante argentina Valeria Lynch y que esta incluyó en su disco "Cada Día Más" editado en 1984. La canción en la voz de Valeria Lynch se convirtió en un éxito de ventas en todo Latinoamérica. En 1986 la cantante mexicana Lupita D'Alessio realizó su propia versión del tema para su disco "Soy auténtica y punto". En 1992 llegaron dos nuevas versiones al mercado, la primera de la mano del dueto argentino Pimpinela y la segunda interpretada por La India en versión salsa. También han incluido esta canción en su repertorio las cantantes Kika Edgar, Mirtha Medina, Jenni Rivera y Dalila, entre otras.